# Chouseishin Gransazer
Chouseishin Gransazer (超星神グランセイザー, Chōseishin Guranseizā), traduzido como Super Deuses Estelares Gransazer, é uma série japonesa do gênero tokusatsu produzida pela Toho e pelas empresas Konami. A série foi ao ar na TV Tokyo de 4 de outubro de 2003 até 25 de setembro de 2004, totalizando 51 episódios e um longa-metragem. A série é a primeira da chamada Chouseishin Series (超星神シーリズ, Chōseishin Shiirizu), uma trilogia de séries do gênero, gerando as continuações Genseishin Justiriser e Chousei Kantai Sazer-X.
A premissa da série tem clara inspiração e semelhança à do gênero Super Sentai de tokusatsu, bem como o mangá/anime Os Cavaleiros do Zodíaco: existem 12 guerreiros, denominados "Sazers", divididos em quatro "Tribos", cada um simbolizando um elemento da Terra.
Granzaser estreou e encerrou no mesmo dia que a série de tokusatsu Pretty Guardian Sailor Moon.

## História
Há 400 milhões de anos atrás, a Terra era povoada por uma civilização humana extremamente avançada, com a tecnologia para construir robôs gigantes e super-cidades. Após uma guerra entre tal civilização e alienígenas invasores, a vida na Terra foi exterminada e toda a história como conhecemos começou a desenrolar-se. Nos tempos atuais, 12 descendentes dessa civilização, denominados "Sazers", devem unir-se para defender o planeta das investidas dos extraterrestres de diversos planetas, que desejam destruir os descendentes dos primeiros humanos e tomar o planeta Terra.
Cada Sazer representa um signo do Zodíaco (uma das constelações espaciais) e cada tribo representa um elemento: Fogo, Vento, Terra e Água. Cada uma das Tribos possui um Super Deus Estelar, mechas gigantes construídos pela civilização antiga destinados aos seus descendentes.

## Gransazers
Os Gransazers são descendentes dos guerreiros da civilização antiga da Terra, destinados a salvar a Terra das ameaças alienígenas. Cada um dos descendentes dos antigos Sazers (12 ao total) possuem uma marca com o símbolo de sua constelação zodíacal no peito da mão esquerda. Quando em situações de perigo, eles podem transformar tais símbolos em soqueiras denominadas Knuckle Risers (ナックルライザー, Nakkuru Raizā). Ao utilizar os Risers, eles podem se tornar os guerreiros Gransazer. Seu grito de transformação é Souchaku! (装着, Sōchaku, traduzido como "equipar", "instalar" ou "vestir armadura").
Os 12 membros dividem-se em 4 Tribos que representam os elementos da Terra: Fogo, Vento, Terra e Água. Quando três membros do mesmo elemento se une, uma Tribo é formada, e os integrantes podem chamar seus mechas gigantes, os Super Deuses Estelares (超星神, Chōseishin), construídos pela antiga civilização terrestre como armas de batalha.

### Tribo do Fogo
A Tribo do Fogo (炎のトライブ, Honō no Toraibu) é a "principal" tribo da série, a primeira a reconhecer a luta contra os extra-terrestres e a segunda a ficar completa. Desde o começo, são assistindo pelo Professor Horiguchi. Seu visual é baseado em aves.
- Tenma Kudou/Sazer Tarious (弓道 天馬/セイザータリアス, Kudō Tenma/Seizā Tariasu): motoqueiro que trabalha como entregador em Tóquio. Impulsivo e valente, Tenma foi descoberto como um Sazer após fazer uma entrega ao Professor Horiguchi e se ver raptado pela Tribo do Vento e em batalha contra Sazer Velsou. Em perigo, seus poderes despertaram e Tenma pôde se transformar em Sazer Tarious, o guerreiro da constelação de Sagitário. Juntando-se à Tribo do Fogo, vive entrando em atrito com Mika, o que somente disfarça que ambos gostam um do outro. Como arma, Tarious utiliza um arco, o Falcon Bow (ファルコンボー, Farukon Bō). Seu golpe final é o Burning Falcon (バーニングファルコン, Bāningu Farukon).
- Mika Shidou/Sazer Mithras (獅堂 未加/セイザーミトラス, Shidō Mika/Seizā Mitorasu): assistente do Professor Horiguchi, é a primeira Sazer a despertar na série como a guerreira de Aries. Desde então, vem auxiliando o professor no estudo da civilização tecnológica que habitou a Terra. Gordinha e quieta, Mika quase sempre briga com Tenma, o que só esconde seus sentimentos por ele. Como Mithras, utiliza como arma os Swan Sector (スワンセクター, Suwan Sekutā), dois leques cortantes que podem desferir o poderoso Brand Tornado (ブラントルネード, Buran Torunedo).
- Ken Shidou/Sazer Lion (獅堂 剣/セイザーリオン, Shidō Ken/Seizā Rion): irmão de Mika, foi o terceiro membro da Tribo a despertar o poder de Leão, permitindo que o mecha do fogo, Garuda, pudesse emergir. Um jovem calmo, romântico e até delicado, mas ao mesmo tempo bravo e corajoso. Utiliza as espadas duplas Double Crescent (ダブルクレセント, Daburu Kuresento) para desferir seu golpe final, Hien Zan (飛燕斬, Hienzan, "Corte Voador Engolidor).

### Tribo do Vento
Primeira Tribo a restar completa na série, a Tribo do Vento (風のトライブ, Kaze no Toraibu) começa a trama manipulada pela alienígena de Akelon, Karin, que os coloca contra Tenma e seus amigos. Porém, no decorrer da história, abrem os olhos e passam para o lado do bem. Seu visual é baseado em insetos.
- Akira Dentsuin/Sazer Remls (伝通院 洸/セイザーレムルズ, Dentsuin Akira/Seizā Remuruzu): médico e mais velho dos Gransazers, despertou com o poder de Gêmeos quando Karin estava ao seu lado, acabando convencido a destruir a Tribo do Fogo. De todos, foi o que mais demorou a abrir os olhos, lutando até mesmo contra seus companheiros quando estes ficaram amigos dos demais Sazers. Usa a espingarda Iron Gale (アイロンゲイル, Airon Geiru) para finalizar o inimigo com seu golpe mortal, Final Judgement (ファイナルジャッジメント, Fainaru Jajjimento).
- Ryouko Amemiya/Sazer Velsou (雨宮 涼子/セイザーヴェルソー, Amemiya Ryōko/Seizā Verusō): professora de educação física que despertou sob a constelação de Áquario, Ryouko foi recrutada por Karin para completar a Tribo do Vento juntamente com Akira e Jin. Inteligente e calculista, foi a primeira a desconfiar das intenções da "doutora" e a primeira a perceber que Tenma e seus amigos não eram os bandidos. Suas armas são dois discos chamados Sel Cross (セールクロス, Seru Kurosu), e seu golpe final é o Full Moon Slash (フールムーンスラッシュ, Fuuru Muun Surasshu).
- Jin Hakariya/Sazer Dail (秤谷 仁/セイザーダイル, Hakariya Jin/Seizā Dairu): estilista, Hakariya despertou como o guerreiro de Libra, sendo chamado por Karin para completar a Tribo do Vento ao lado de Akira e Ryouko e eventualmente se unindo aos demais, mais por diversão do que pela missão de salvar a Terra. Adora ter poderes especiais e fazer bagunça utilizando-os. É convencido por Ryouko a passar para o lado de Tenma e seus amigos e acaba adquirindo o senso de trabalho em grupo após isso. Suas armas são duas tonfas chamadas Axe Tagger (アックスタッガー, Akkusu Taggā), as quais podem desferir o poderoso Dai Senpuu Ha (大旋風破, Daisenpuuha, "Grande Furacão Destruidor").

### Tribo da Terra
Terceira tribo a aparecer, a Tribo da Terra (大地のトライブ, Daichi no Toraibu) começa de forma desunida (em razão do individualismo de Naoto), mas eventualmente passam a unir-se em batalha. Seu visual é baseado em mamíferos como o touro, gato e búfalo.
- Naoto Matsuzaka/Sazer Tawlon (松坂 直人/セイザータウロン, Matsuzaka Naoto/Seizā Tauron): um ex-lutador invicto que abandonou os ringues para se dedicar a ensinar os mais novos a lutar. Desperta como o Sazer sob o signo de Touro. Individualista e muito centrado, Naoto acredita na filosofia do isolamento, sempre habitando e treinando em locais de difícil acesso em que não há ninguém, pois acredita que só assim poderá se tornar mais forte. Devido a essa personalidade, Naoto entra em atrito com seus companheiros quando necesstam se unir em batalha. Sua arma é o Bull Cannon (ブールキャノン, Buuru Kyanon), dois canhões duplos localizados em seus ombros. Seu golpe finalizador é o poderoso Matador Burst (マタドルバースト, Matadoru Bāsuto).
- Ran Saotome/Sazer Visuel (早乙女 蘭/セイザーヴィジュエル, Saotome Ran/Seizā Vijueru): garota colegial dançarina de street dance, Ran é meiga, inocente e até meio bobinha, o que esconde sua determinação e coragem para seguir seu sonho de vida: ser dançarina profissional nos Estados Unidos. Raptada por Karin para lutar ao lado da Tribo do Vento, Ran fugiu e ao tentar salvar um amigo seu acusado de um crime, transformou-se em Sazer Visuel, a guerreira sob o signo de Virgem. Suas armas são as Lady Claw (レーヂクラー, Reedi Kurā), um par de garras. Seu golpe final é o Night Scratch (ナイトスクラチ, Naito Sukurachi).
- Gou Kamiya/Sazer Tragos (神谷 豪/セイザートラゴス, Kamiya Gō/Seizā Toragosu): um policial que prendeu um amigo de Ran. Durante a apreensão, o bandido tomou sua arma e seu parceiro foi derrubado, o que despertou os poderes de Gou como o guerreiro sob o signo de Capricórnio. Muito compenetrado e dedicado, Gou tem a honestidade como sua principal marcante, sempre tentando estabelecer a justiça. Sua arma é o Spiral Horn (スパイラルホーン, Supairaru Hōn), uma poderosa furadeira, e seu golpe final é o Penetrate Thunder (ペネトレートサンダー, Penetoreto Sandā).

### Tribo da Água
A Tribo da Água(水のトライブ Mizu no Toraibu?), quarta e ultima tribo a aparecer, apareceu após o incidente Akelon e foi a tribo para assim finalmente reunir todos os guerreiros Sazer. Liderados pelo estrito e desconfiando fotógrafo de guerra Makoto , esta tribo lutou algum tempo por conta própria. Depois de ter sido concluída como tribo e despertou sua Chouseishin , Leviathan , eles se juntaram aos outros Sazers . Os ternos da Tribo da Água são baseados em animais marinhos.
- Makoto Sorimachi/Sazer Gorbion (反町 誠/セイザーゴルビオン, Sorimachi Makoto/Seizā Gorubion): é o líder da Tribo da Água. Um fotógrafo que trabalhou tirando retratos na Guerra (onde despertou como o guerreiro sob o signo de Escorpião), e por isso, tem um grande senso de individualismo, recusando qualquer aproximação de estranhos. Confia somente em seus colegas de tribo. Após salvar Tenma da morte, é convidado a lutar junto aos demais Sazers, inicialmente recusando, mas aos poucos cedendo aos apelos. Sua arma é a Blast Saw (ブラストソー, Burasuto Sō), uma espada serrilhada semelhante à de um peixe-espada, e seu golpe final é o De Storm (デストーム, De Sutōmu).
- Ai Uozumi/Sazer Pisces (魚住 愛/セイザーパイシーズ, Uozumi Ai/Seizā Paishīzu): a mais jovem dos Gransazers, Ai é uma amorosa e sensível enfermeira que trabalha no mesmo hospital de Akira, eventualmente tornando-se sua subordinada e se apaixonando por ele. É despertada como a guerreira sob o signo de Peixes quando atacada junto com Tappei. Sua arma é a Aqua Blitz (アクアブリッツ, Akua Burittsu), uma pequena espingarda, e seu golpe final é o Blink Shot (ブリンクショット, Burinku Shotto).
- Tappei Mikami/Sazer Gans (三上 辰平/セイザーギャンズ, Mikami Tappei/Seizā Gyanzu): amigo de Ai e Makoto, trabalha como funcionário de um parque aquático de golfinhos e é o último da Tribo da Água a despertar como Sazer, sob o signo de Câncer. Muito atencioso e gentil, principalmente com crianças, Tappei nunca conseguiu se transformar e se sentia mal por isso. Porém, Ryoko o treinou e o fez criar coragem suficiente para lutar sem medo de obstáculos, e assim conseguir se transformar. Sua arma é a Kalnikos (カルニコス, Karunikosu), uma alabarda, e seu golpe final é Taikai Shosetsudan (大海昇切断, Taikai Shōsetsudan, "Golpe Mortal Crescente do Grande Oceano").

## Episódios
1. Despertem! Guerreiros Estelares (目覚めよ! 星の戦士, Mezame yo! Hoshi no Senshi)
2. Ativar! Dollcruz (發動! ドルクルス, Hatsudō! Dorukurusu)
3. Completo! Tribo do Fogo (結成! 炎のトライブ, Kessei! Honō no Toraibu)
4. Batalha Mortal! Guerreiro da Terra (死闘! 大地の戦士, Shitō! Daichi no Senshi)
5. Queime! Alma de Policial (燃えろ! 警官魂, Moero! Keikan Tamashî)
6. Embate! Vento, Fogo e Terra (激突! 風と炎と大地, Gekitotsu! Kaze to Honō to Daichi)
7. Corra! Para Salvar uma Vida (走れ! 命を救うため, Hashire! Inochi o Sukū Tame)
8. Repare! Dragão Celestial (降臨! 天空の龍, Kōrin! Tenkū no Ryū)
9. Medo! A Verdadeira Forma de Karin (戦慄! かりんの正体, Senritsu! Karin no Shōtai)
10. Invasão! Armadilha de Akelon (侵略! アケロンの罠, Shinryaku! Akeron no Wana)
11. Todos Juntos! 9 Sazers! (結集! 9人のセイザー, Kesshū! Kyūnin no Seizā)
12. Batalha Final! Super Deuses Estelares VS Fera Rei Estelar (決戦!超星神対王ほし獣, Kessen! Chōseishin tai Ōboshijū)
13. Ataque! Impactor (襲撃!インパクター, Shūgeki! Inpakutā)
14. Despertem! Guerreiros da Água (覚醒せよ!水の戦士, Kakusei seyo! Mizu no Senshi)
15. Levante! Super Deus Estelar da Água (伊達!水の超星神, Date! Mizu no Chōseishin)
16. Emergência! Comandante Logia (非常!司令官ロギア, Hijō! Shireikan Rogia)
17. Crise! O Plano de Extermínio da Humanidade (危機!人類抹殺計画, Kiki! Jinrui Massatsu Keikaku)
18. O Inimigo mais Forte! Guntras (最強の敵! ガントラス, Saikyō no Teki! Gantorasu)
19. Vá! Guncesar (出撃!ガンシーサー, Shutsugeki! Ganshīsā)
20. Luta Furiosa! Mulheres na Batalha (激闘! バトルレディ, Gekitō! Battoru Redi)
21. Aproximando-se! O Último Dia da Terra (迫る! 地球最後の日, Semaru! Chikyū Saigo no Hi)
22. Olhe! Fusão Super Feras Estelares (見よう! 合体超星神, Miyō! Gattai Chōseishin)
23. Vingança! O Desafio de Logia (復讐!ロギアの挑戦, Fukushū! Rogia no Chōsen)
24. Ameaça! Dailogian (脅威! ダイロギアン, Kyōi! Dairogian)
25. Manobra Secreta! O Novo Inimigo (暗躍!新たなる敵, Anyaku! Aratanaru Teki)
26. Prisioneiros de Outra Dimensão (異次元の囚人, Ijigen no Shūjin)
27. Enfureça-se, Espada das Chamas Mortais (怒れ, 炎の必殺剣, Okore, Honō no Hissatsu Ken!)
28. A Bela Fugitiva (美しき逃亡者, Utsukushiki Tōbōsha)
29. Ativar! Robô Assistente Tipo-5 (出動! 五式支援機!, Shutsudō! Goshiki Shienkishi!)
30. Velsou Fora de Controle (ヴェルソー,暴走, Verusō, Bōsō)
31. Princesa em Perigo (王女様,危機一髪, Ojō-sama, Kiki Ippatsu!)
32. O Pesadelo do Astronauta (宇宙飛行士の悪夢, Uchū Hikōshi no Akumu)
33. Demônio Vingador, Logia Novamente (復讐の鬼,ロギア再び, Fukushū no Oni, Rogia Futatabi)
34. Derrote, Dailogian! (倒せ,ダイロギアン, Taose, Dairogian!)
35. Sonho Dançante! (ダンシングドリーム, Danshingu Dorīmu)
36. Adeus, Parceiro (然らば相棒, Saraba Aibō)
37. O Dia dos Golfinhos (海豚の日, Iruka no Hi)
38. Visitante dos Tempos Antigos (迢古代からの来訪者, Chōkodai kara no Raihōsha)
39. Projeto Omega (プロジェクトオメガ, Purojekuto Omega)
40. Contra-Ataque! Guerreiro do Jato Negro (逆襲!漆黒の戦士, Gyakushū! Shikkoku no Senshi)
41. Confronto (対決, Taiketsu)
42. Renasça! Existência Antiga (甦得る!古代生命, Yomigae Eru! Kodai Seimei)
43. Carrasco Bosquito (絶滅者 ボスキート, Zetsumetsusha Bosukīto)
44. Revelada! A Guerra Enigmática (解明!迢古代戦争の謎, Kaimei! Chōkodai Sensō no Nazo)
45. A Última Batalha de Bosquito (ボスキート最終決戦, Bosukīto Saishū Kessen)
46. O Começo do Fim (終末の始まり, Shūmatsu no Hajimari)
47. Prelúdio da Destruição (滅亡の序曲, Metsubō no Jokyoku)
48. Memória do Dragão, Propósito Sagrado (龍の記憶,天の意志, Ryū no Kioku, Ten no Ishi)
49. O Exército da Aliança Cósmica Inicia seu Ataque (宇宙連合軍進撃開始!, Uchūrengōgun Shingeki Kaishi!)
50. Tenma Morre (天馬、死す!, Tenma, Shisu!)
51. Dia da Ressureição (復活の日, Fukkatsu no Hi)

### Especiais
- Chou Seishin Gransazer: Super Battle Memory
- Chousei Kantai Sazer X The Movie: Fight! Star Warriors (Gekijōban Chōsei Kantai Sazer X: Tatakae! Hoshi no Senshitachi)